# Montemaggiore Belsito
Montemaggiore Belsito (sicilià Muntimaiuri) és un municipi italià, dins de la ciutat metropolitana de Palerm. L'any 2007 tenia 3.866 habitants. Limita amb els municipis d'Alia, Aliminusa, Caccamo i Sclafani Bagni.

## Administració
| Període | Identitat        | Partit |
| ------- | ---------------- | ------ |
| 2008-   | Giuseppe Scaccia | PdL    |